# IV Brigada Aérea (Argentina)
La IV Brigada Aérea (IV BA) es una brigada aérea de la Fuerza Aérea Argentina creada en 1949 con asiento en El Plumerillo, provincia de Mendoza. Su principal tarea es la formación de aviadores de caza.
Esta brigada aérea es asiento de la ROA Mendoza y la Escuela Técnica 4-106.

## Medios
| Grupo 4 de Caza        | Grupo 4 de Caza                              |
| Unidad                 | Medios                                       |
| ---------------------- | -------------------------------------------- |
| Escuadrón I            | FADEA IA-63 Pampa III (18)                   |
| Escuadrón V            | Aérospatiale SA315B Lama (5) Bell 407GXi (3) |
| Escuadrón de Servicios | Cessna C-182 (1)                             |

## Historia
La IV Brigada se constituyó el 15 de marzo de 1949, compuesta por la Base Aérea Militar El Plumerillo y el Regimiento 3 de Ataque y bajo la jurisdicción del Comando de Bombardeo.
La IV Brigada se convirtió en la IV Brigada Aérea el 9 de enero de 1951, integrada por el Grupo 1 de Caza, el Grupo 1 de Ataque, el Grupo Base 4 y el Grupo Técnico 4.
En 1960 se creó el Grupo 1 de Caza-Bombardero bajo el mando de la IV Brigada Aérea. En 1972 este grupo se disolvió creándose el Grupo 4 de Operaciones, que se convertiría en el Grupo 4 de Caza.

## Organización
- IV Brigada Aérea (IV BA). Guar Ae Mendoza (Mendoza, MZ).[11][12][13]
  - Grupo 4 de Caza (G4C). Guar Ae Mendoza (Mendoza, MZ).
  - Grupo Técnico 4 (GT4). Guar Ae Mendoza (Mendoza, MZ).
  - Grupo Base 4 (GB4). Guar Ae Mendoza (Mendoza, MZ).

Fuentes